# Llista de bisbes i arquebisbes d'Oviedo
L'arquebisbe d'Oviedo és un membre de l'ordre episcopal catòlic d'Espanya, cap de l'arxidiòcesi d'Oviedo.
El llistat de bisbes és el següent:
| Nom                                          | Període   | Nota                             |
| -------------------------------------------- | --------- | -------------------------------- |
| Adulf                                        | 802-812   |                                  |
| Gomelo I                                     | 826-846   |                                  |
| Serrà                                        | 846-868   |                                  |
| Hermenegildo                                 | 869-891   |                                  |
| Gomelo II                                    | 892-906   |                                  |
| Flacino                                      | 907-912   |                                  |
| Oveco                                        | 913-958   |                                  |
| Diego de Hevia                               | 958-971   |                                  |
| Bermudo                                      | 975-992   |                                  |
| Gudesteo                                     | 992-1012  |                                  |
| Adaganeo                                     | 1013-1025 |                                  |
| Ponce                                        | 1025-1035 |                                  |
| Froilán                                      | 1035-1073 |                                  |
| Arias Cromaz                                 | 1073-1094 |                                  |
| Martín I                                     | 1094-1101 |                                  |
| Pelayo                                       | 1101-1029 |                                  |
| Alonso                                       | 1129-1142 |                                  |
| Martín II                                    | 1143-1156 |                                  |
| Pedro I                                      | 1156-1161 |                                  |
| Gonzalo I                                    | 1162-1175 |                                  |
| Rodrigo I                                    | 1175-1189 |                                  |
| Menendo                                      | 1188-1189 |                                  |
| Juan I                                       | 1189-1206 |                                  |
| Rodrigo II                                   | 1207-1209 |                                  |
| Juan II                                      | 1210-1243 |                                  |
| Rodrigo III                                  | 1243-1249 |                                  |
| Pedro II                                     | 1251-1269 |                                  |
| Fernando Martínez                            | 1269-1275 |                                  |
| Álvaro                                       | 1275      | Electe                           |
| Fredolo                                      | 1275-1284 |                                  |
| Peregrino                                    | 1286-1290 |                                  |
| Miguel                                       | 1290-1292 |                                  |
| Fernando II                                  | 1293-1295 |                                  |
| Fernando III                                 | 1295-1301 |                                  |
| Fernando Álvarez de las Asturias             | 1302-1322 |                                  |
| Pedro III                                    | 1322-1325 |                                  |
| Odón                                         | 1325-1328 |                                  |
| Juan III                                     | 1328-1334 |                                  |
| Fernando V                                   | 1340-1341 |                                  |
| Juan IV                                      | 1343-1345 |                                  |
| Alonso II                                    | 1345-1348 |                                  |
| Sancho I                                     | 1348-1369 |                                  |
| Alonso III                                   | 1371-1377 |                                  |
| Gutierre                                     | 1377-1389 |                                  |
| Guillén de Monteverde                        | 1389-1412 |                                  |
| Diego Ramírez de Guzmán                      | 1412-1441 |                                  |
| García Enríquez Osorio                       | 1441-1442 | Nomenat arquebisbe de Sevilla    |
| Diego Rapado                                 | 1442-1444 |                                  |
| Íñigo Manrique de Lara                       | 1444-1457 | Nomenat bisbe de Còria           |
| Rodrigo Sánchez de Arévalo                   | 1457-1467 | Nomenat bisbe de Zamora          |
| Juan Díaz de Coca                            | 1467-1470 | Nomenat bisbe de Calahorra       |
| Alfonso de Palenzuela                        | 1470-1475 |                                  |
| Gonzalo de Villadiego                        | 1475-1487 |                                  |
| Juan Arias de Villar                         | 1487-1498 | Nomenat bisbe de Segovia         |
| Juan Daza                                    | 1498-1502 | Nomenat bisbe de Cartagena       |
| García Ramírez de Villaescusa                | 1502-1508 |                                  |
| Valeriano Ordóñez Villaquirán                | 1508-1512 |                                  |
| Diego de Muros                               | 1512-1525 |                                  |
| Francisco Fernández de Córdoba               | 1525-1527 | Nomenat bisbe de Zamora          |
| Diego de Acuña                               | 1527-1532 |                                  |
| Fernando de Valdés                           | 1532-1539 |                                  |
| Martín Tristán Calvete                       | 1539-1546 |                                  |
| Cristóbal Rojas Sandoval                     | 1546-1556 | Nomenat bisbe de Badajoz         |
| Jerónimo Velasco                             | 1556-1566 |                                  |
| Juan Ayora                                   | 1567-1569 |                                  |
| Gonzalo Solórzano                            | 1570-1580 |                                  |
| Francisco Antonio Orantes Vélez              | 1581-1584 |                                  |
| Diego Aponte Quiñones                        | 1585-1598 | Nomenat bisbe de Màlaga          |
| Gonzalo Gutiérrez Montilla                   | 1598-1602 |                                  |
| Alonso Martínez de la Torre                  | 1603-1604 |                                  |
| Juan Álvarez de Caldas                       | 1605-1612 | Nomenat bisbe d'Àvila            |
| Francisco de la Cueva                        | 1612-1615 |                                  |
| Alonso Martín de Zúñiga                      | 1616-1623 | Nomenat bisbe d'Osma             |
| Juan Torres de Osorio                        | 1624-1627 | Nomenat bisbe de Valladolid      |
| Juan Pereda y Gudiel                         | 1627-1632 |                                  |
| Martín Carrillo Alderete                     | 1633-1636 | Nomenat bisbe d'Osma             |
| Antonio Valdés Herrera                       | 1636-1641 | Nomenat bisbe d'Osma             |
| Bernardo Caballero Paredes                   | 1642-1661 |                                  |
| Diego Riquelme y Quirós                      | 1661-1665 | Nomenat bisbe de Plasència       |
| Ambrosio Ignacio Spínola y Guzmán            | 1665-1667 | Nomenat arquebisbe de València   |
| Diego Sarmiento de Valladares                | 1668      | Nomenat bisbe de Plasència       |
| Alfonso de Salizanes y Medina                | 1669-1675 | Nomenat bisbe de Còrdova         |
| Alonso Antonio de San Martín                 | 1675-1681 | Nomenat bisbe de Conca           |
| Simón García Pedrejón                        | 1682-1696 |                                  |
| Tomás Reluz                                  | 1697-1706 |                                  |
| José Fernández del Toro                      | 1707-1719 |                                  |
| Antonio Maldonado Minoja                     | 1720-1722 |                                  |
| Tomás José Ruiz Montes                       | 1723-1724 | Nomenat bisbe de Cartagena       |
| José Hendaya Haro                            | 1724-1729 |                                  |
| Juan García Avello y Castrillón              | 1730-1744 |                                  |
| Gaspar José Vázquez Tablada                  | 1745-1749 |                                  |
| Felipe Martín Ovejero                        | 1750-1753 |                                  |
| Juan Francisco Manrique de Lara              | 1754-1760 | Nomenat bisbe de Plasència       |
| Agustín González Pisador                     | 1760-1791 |                                  |
| Juan de Llano Ponte                          | 1791-1805 |                                  |
| Gregorio Hermida y Gamba                     | 1806-1814 |                                  |
| Gregorio Ceruelo de la Fuente                | 1815-1836 |                                  |
| Ignacio Díaz Caneja                          | 1848-1856 |                                  |
| Juan de la Cruz Moreno y Maisonave           | 1857-1863 | Nomenat arquebisbe de Valladolid |
| José Luis Montagut Rubio                     | 1863-1868 | Nomenat bisbe de Sogorb          |
| Benet Sanz i Forés                           | 1868-1881 | Nomenat arquebisbe de Valladolid |
| Sebastián Herrero y Espinosa de los Monteros | 1882-1883 | Nomenat bisbe de Còrdova         |
| Ramón Martínez Vigil                         | 1884-1904 |                                  |
| Francisco Javier Baztán y Urniza             | 1904-1920 |                                  |
| Juan Bautista Luis y Pérez                   | 1921-1934 |                                  |
| Justo Antonino de Echeguren y Aldama         | 1935-1937 |                                  |
| Manuel Arce Ochotorena                       | 1938-1944 | Nomenat arquebisbe de Tarragona  |
| Benjamín de Arriba y Castro                  | 1944-1949 | Nomenat arquebisbe de Tarragona  |
| Francisco Javier Lauzurica y Torralba        | 1949-1964 | El 1954 elevat a arquebisbe      |
| Vicent Enrique i Tarancón                    | 1964-1969 | Nomenat arquebisbe de Toledo     |
| Gabino Díaz Merchán                          | 1969-2002 |                                  |
| Carlos Osoro Sierra                          | 2002-2009 | Nomenat arquebisbe de València   |
| Jesús Sanz Montes                            | 2010-Avui |                                  |